# Beaumont-sur-Vesle
Beaumont-sur-Vesle ist eine französische Gemeinde mit 770 Einwohnern (Stand: 1. Januar 2022) im Département Marne in der Region Grand Est (vor 2016 Champagne-Ardenne). Die Gemeinde gehört zum Arrondissement Reims und zum Kanton Mourmelon-Vesle et Monts de Champagne. Die Einwohner werden Belmontais genannt.

## Geographie
Beaumont-sur-Vesle liegt etwa 20 Kilometer südöstlich des Stadtzentrums von Reims am Fluss Vesle und am Canal de l’Aisne à la Marne. Umgeben wird Beaumont-sur-Vesle von den Nachbargemeinden Prunay im Norden, Val-de-Vesle im Osten, Verzy im Süden sowie Verzenay im Westen und Südwesten.
Durch die Gemeinde führt die Autoroute A4.

## Bevölkerungsentwicklung
| Jahr                       | 1962 | 1968 | 1975 | 1982 | 1990 | 1999 | 2006 | 2018 |
| -------------------------- | ---- | ---- | ---- | ---- | ---- | ---- | ---- | ---- |
| Einwohner                  | 382  | 443  | 454  | 479  | 686  | 744  | 709  | 811  |
| Quellen: Cassini und INSEE |      |      |      |      |      |      |      |      |

## Sehenswürdigkeiten

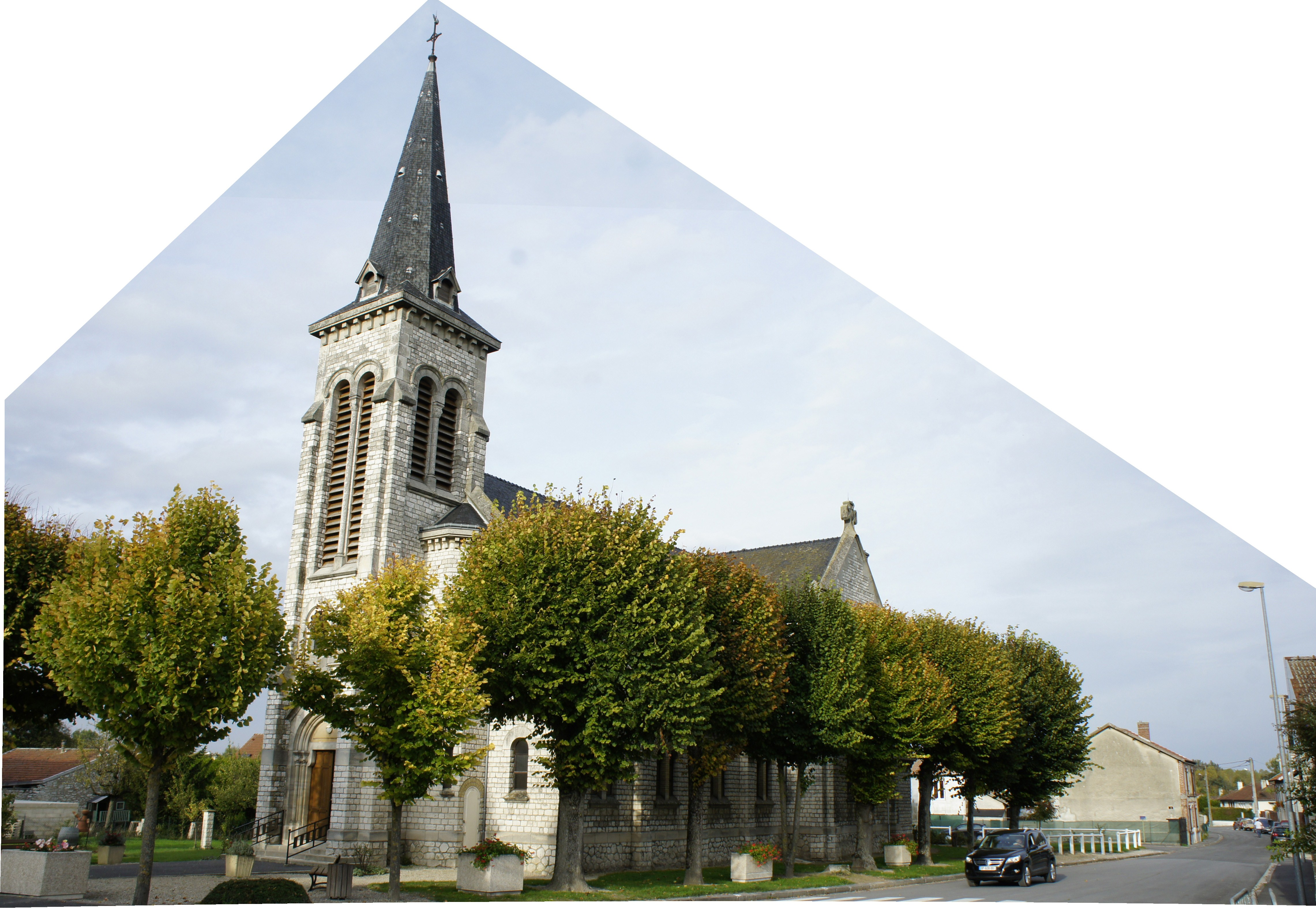
Kirche Saint-Pierre

- Kirche Saint-Pierre aus dem 11. Jahrhundert